# Симфония № 4 (Дмитрий Шостакович)
„Симфония № 4“ в до минор (опус 43) е симфония на руския композитор Дмитрий Шостакович.
Той работи върху симфонията от пролетта на 1934 година като многократно я преработва. Тя отбелязва промяна в стила на композитора, дължаща се на значително влияние от Густав Малер и усвояване на редица елементи на западния стил, която му създава творчески затруднения. В края на 1936 година оркестърът на Ленинградската филхармония започва репетиции за нейното представяне, но Шостакович ги прекъсва, изглежда принуден от властите, които по това време водят публична кампания срещу него.
Симфонията е представена за пръв път пред публика на 30 декември 1961 година от оркестъра на Московската филхармония под диригентството на Кирил Кондрашин.